# Yayladağı (district)
Yayladağı is een Turks district in de provincie Hatay en telt 22.989 inwoners (2007). Het district heeft een oppervlakte van 340,8 km². Hoofdplaats is Yayladağı.
De bevolkingsontwikkeling van het district is weergegeven in onderstaande tabel.
| 1997   | 2000   | 2007   |
| ------ | ------ | ------ |
| 25.360 | 27.654 | 22.989 |